# شبهبانزر رو 251
سبانزر رو 251 والتي يشار إليها أيضًا باسم زو 251، عبارة عن نموذج لدبابة استطلاع خفيفة تم تطويرها عام 1964م لتحل محل دبابة إم 41 ووكر بلودوج المتقادمة التي تستخدمها كتائب الاستطلاع التابعة للفرقة المدرعة في الجيش الألماني. يعتمد هيكلها على هيكل مدمرة الدبابات الألمانية كانونينياجبانزر. النموذج الأولي النهائي لم يدخل الخدمة أبدًا بسبب وصول ليوبارد 1.

## روابط خارجية
- (بالإنجليزية) Spähpanzer RU 251 - Tanks-Encyclopedia.com
- War Thunder - Spähpanzer Ru 251 Devblog